# Jim Craig (labdarúgó)
Jim Craig, született James Philip Craig (Glasgow, 1943. április 30. –) válogatott skót labdarúgó, hátvéd, edző.

## Pályafutása

### Klubcsapatban
1963 és 1965 között a Glasgow University, 1965 és 1972 között a Celtic labdarúgója volt. A Celtic csapatával hét skót bajnoki címet és négy kupagyőzelmet ért el. Tagja volt az 1966–67-es BEK-győztes és az 1969–70-es idényben BEK-döntős együttesnek. 1972-ben a dél-afrikai Hellenic, 1972 és 1974 között az angol Sheffield Wednesday, 1974–75-ben az ír Waterford játékosa volt. Az ír csapatánál 1974-ben játékos-edzőként tevékenykedett.

### A válogatottban
1967-ben egy alkalommal szerepelt a skót válogatottban.

## Sikerei, díjai
Celtic
- Skót bajnokság
  - bajnok (7): 1965–66, 1966–67, 1967–68, 1968–69, 1969–70, 1970–71, 1971–72
- Skót kupa
  - győztes (4): 1967, 1969, 1971, 1972
- Skót ligakupa
  - győztes (3): 1966–67, 1968–69, 1969–70
- Bajnokcsapatok Európa-kupája (BEK)
  - győztes: 1966–67
  - döntős: 1969–70
- Interkontinentális kupa
  - döntős: 1967

## Statisztika

### Mérkőzése a skót válogatottban
| Skócia | Skócia             | Skócia                | Skócia | Skócia   | Skócia   | Skócia       | Skócia | Skócia  |
| #      | Dátum              | Helyszín              | Hazai  | Eredmény | Vendég   | Kiírás       | Gólok  | Esemény |
| ------ | ------------------ | --------------------- | ------ | -------- | -------- | ------------ | ------ | ------- |
| 1.     | 1967. november 22. | Glasgow, Hampden Park | Skócia | 3 – 2    | Wales    | Eb-selejtező | -      |         |
|        | Összesen           |                       |        | 1        | mérkőzés |              | 0      | gól     |